# 张南圭
张南圭，河南祥符（今河南开封）人，是一名清朝政治人物。
张南圭曾于1812年接替李惠元任崇明县知县一职，1812年由诸葛蓉接任。